# Klencke (Adelsgeschlecht)
Klencke (ursprünglich auch Klenkok) ist der Name eines niedersächsischen Uradelsgeschlechts aus der nördlichen Grafschaft Hoya, das früh in den Linien Oenigstedt und Hämelschenburg auftritt, deren Zusammenhang aber nicht näher feststeht.

## Geschichte

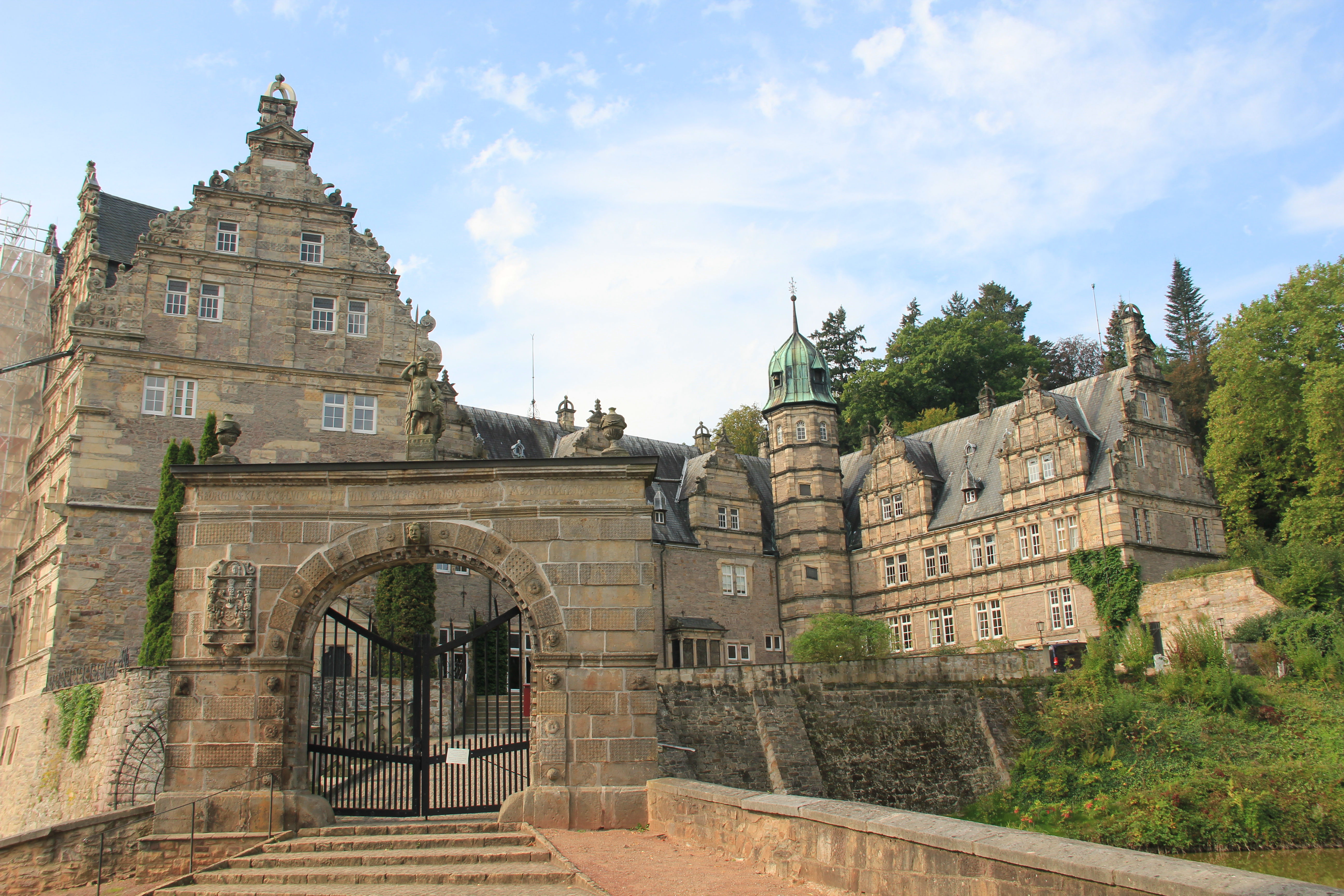
Schloss Hämelschenburg

Das Geschlecht erscheint erstmals urkundlich am 18. November 1231 mit dominus Theodericus Clencoc. Es gehört zu den Burgmannen der Burg Thedinghausen, die sich im Besitz des Erzstifts Bremen befand. Das Geschlecht hat sich früh in zwei Linien geteilt, von denen eine weseraufwärts in den Dienst der Bischöfe von Hildesheim und Minden und der Welfen trat, die andere in der alten Heimat blieb, welcher die Theologen Johannes Klenkok aus Thedinghausen und Konrad Klencke, Domherr in Bremen und Verden, angehören. 
Stammsitz des Geschlechts und der älteren Linie war das Gut Oenigstedt, wo die Klencke seit 1260 nachweisbar sind. Die Hämelschenburg als Sitz der jüngeren Linie ging 1437 in den Besitz der Ritterfamilie über. Nach Zerstörungen 1487 und 1544 jeweils wieder aufgebaut, ist sie inzwischen ein Museum. Sie wurde 1993 durch die Familie von Klencke in eine gemeinnützige Stiftung eingebracht und wird von ihr bis heute bewohnt.
Unter Ludolf Klencke dem Älteren (1488–1562), welcher in Diensten des Herzogs Ernst I. von Braunschweig-Lüneburg stand, erfolgte der Übertritt des Geschlechts zum evangelischen Glauben. Sein Enkel Ludolf (1588–1663) konvertierte Anfang des 17. Jahrhunderts als einziges Familienmitglied wieder zum Katholizismus.

## Wappen
Das Wappen zeigt in Silber ein schwarzes Klenkrad (Kammrad). Auf dem Helm mit schwarz-silbernen Helmdecken steht ebenfalls ein Rad zwischen zwei silbernen Büffelhörnern (Önigstedter Stamm) bzw. besteckt mit drei natürlichen Pfauenfedern (Hämelschenburger Stamm).
Die damit deutlich werdende Bezeichnung nach einem Übernamen statt einem für Adelige typischen Wohnstättennamen macht es verständlich, dass sich das Geschlecht lange Zeit nur „Klencke“ nannte und erst im Laufe der Frühen Neuzeit den Namen „von Klencke“ annahm, als die Verwendung von Familiennamen auch unter Nichtadligen immer mehr aufkam.

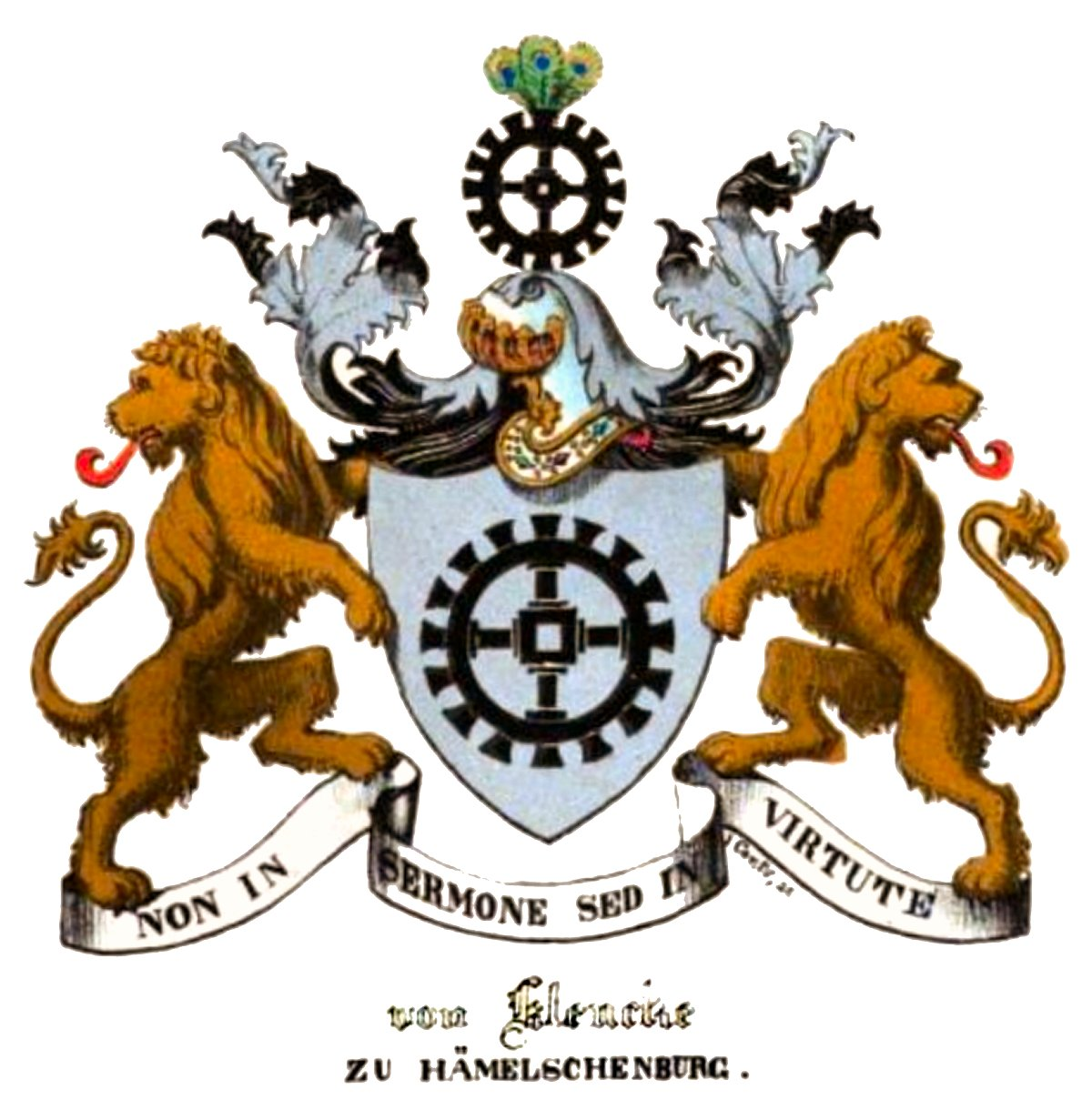
Darstellung im Hannoverschen Wappenbuch von 1852
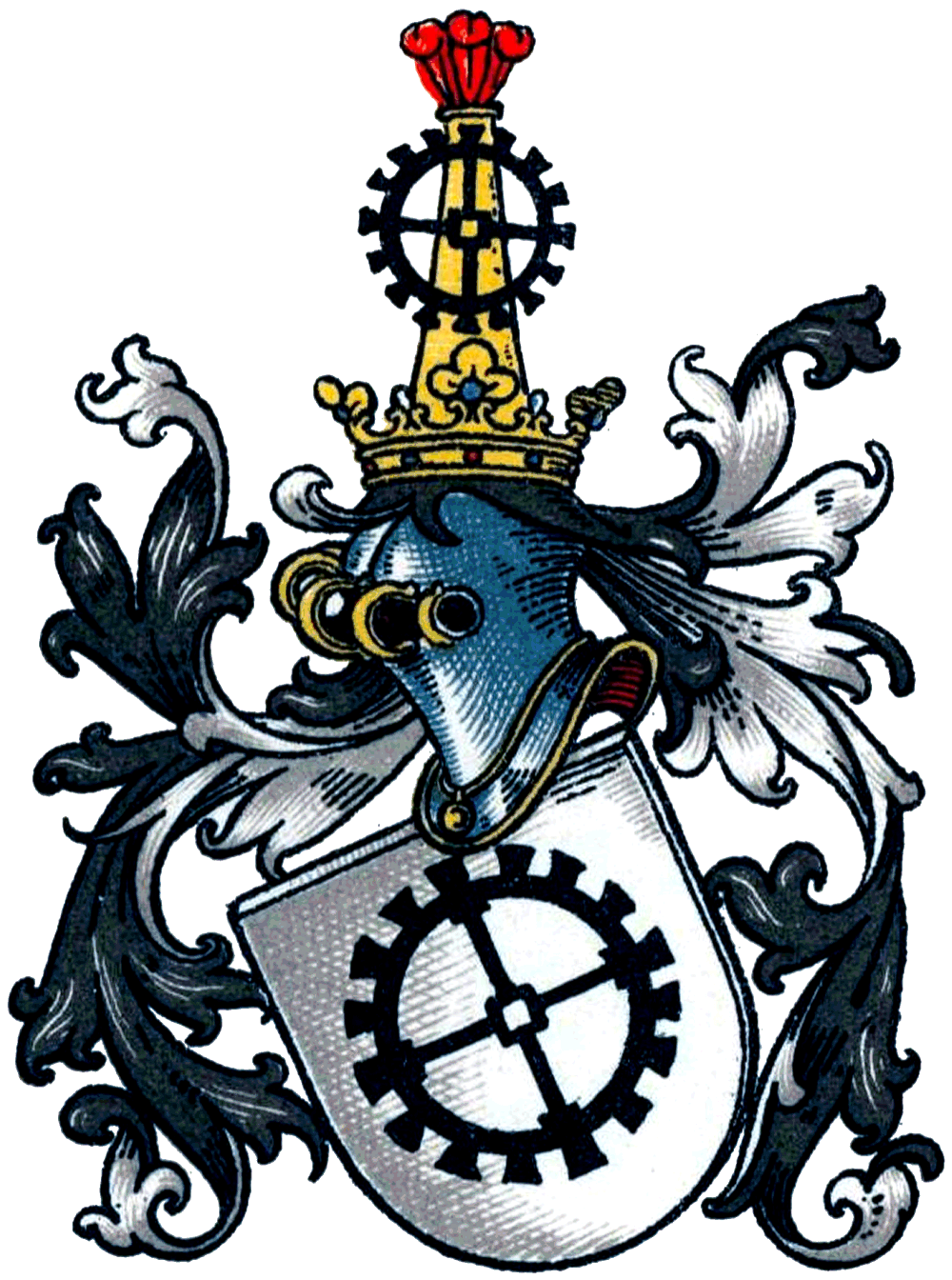
Darstellung im westfälischen Wappenbuch

## Bekannte Familienmitglieder
- Johannes Klenkok (* um 1310–1374), deutscher Theologe
- Konrad Klencke (vor 1498–1518), deutscher Domdekan
- Dietrich von Klencke; 1591 mit Hadewig’schem Lehen durch Bischof Anton (Schaumburg) belehnt, auch 1595/1616 zu Renkhausen. ⚭ Anna von Hadewig, Erbin zu Renkhausen (siehe Hadewig (Adelsgeschlecht)). Sohn: Ernst v. Klenke zu Renkhausen ⚭ Elisabeth v. Schele, Tochter des Caspar v. Schele (1525–1578) zu Schelenburg und Adelheid v. Ripperda: siehe Ripperda (Adelsgeschlecht).
- Caroline Louise von Klencke (1754–1802), deutsche Schriftstellerin
- Georg Klencke (Drost) (1551–1609), deutscher Drost
- Georg von Klencke (Manager) (Georg Jürgen Ernst August von Klencke; 1874–1960), deutscher Landwirt, Jurist und Versicherungsmanager
- Carl Wilhelm Leopold von Klencke (1767–1823), deutscher Offizier
- Leopold von Klencke (Wilhelm Leopold von Klencke; 1806–1871), deutscher Landrat
- Coenraad van Klenck (1628–1691)